# Puzzy Power
Pour les articles homonymes, voir Power.
Puzzy Power (aussi connu sous le nom de Hotmale) est une société danoise de production de films pornographiques à destination des femmes, filiale de la compagnie Zentropa, dirigée par Lars von Trier. Elle a été créée en 1997 et a cessé ses activités en 2000.
L'initiative a été prise par la productrice Lene Børglum, qui a réuni derrière elle cinq autres femmes : la sexologue Gerd Winther, l’éditrice Lili Henriksen, la journaliste et modèle X Christina Love, la productrice exécutive Vibeke Windeløv et l’assistante de production Mette Nelund. Ensemble elles ont rédigé la Déclaration des femmes et de la sensualité, appelé depuis le Puzzy power manifesto, qui donne un certain nombre de règles pour la production de films pornographiques ou érotiques pour femmes.

## Manifeste[1]
Adopté dès la fondation du mouvement, le Puzzy Power Manifesto, inspiré par le Dogme95, impose un certain nombre de règles :
- un scénario crédible
- le respect des désirs de la femme
- pas de violence
- pas d’éjaculation faciale (de fait, les éjaculations sont le plus souvent internes) ni de fellations forcées
- l’introduction de séquences d’humour

## Filmographie

### Constance
Le premier film est produit en 1998 et dirigé par Knud Vesterskov, avec Katja Kean, Anaïs et Mark Duran dans les rôles principaux. Il s’agit de l’histoire d’une jeune femme, Constance, qui arrive dans la maison de l’expérimentée Lola, où elle sera initiée aux mystères de la sexualité. La structure est construite en flashback via des encadrés accompagnés de textes lyriques et des lectures effectuées par Christiane Bjørg Nielsen et Hella Joof, deux actrices mainstream.

### Pink Prison
Le deuxième film sort l’année suivante et est réalisé par Lisbeth Lynghøft, toujours avec Katja Kean ainsi que Mr. Marcus. Il raconte l’histoire de Mila, une journaliste qui infiltre un pénitencier pour hommes dans l’espoir d’obtenir une interview exclusive avec le gardien en chef de la prison. Le film, qui culmine dans une scène lesbienne avec un sous-titre religieux, est tourné dans les décors de la prison du film Dancer in the Dark, de Lars von Trier.

### HotMen CoolBoyz
Le troisième film est réalisé en 2000 par Knud Vesterskov, avec Ron Athey et Billy Herrington. C’est le premier film gay, et la Puzzy Power Company s’y appelle HotMale. Le film n’a pas été un grand succès financier mais il a été nommé à cinq GayVN Awards, dont celui du meilleur film étranger.

## Réception
Constance et Pink Prison ont reçu une attention internationale et furent les meilleures ventes de vidéos pornographiques en Scandinavie. En 2001, Constance est nommé pour trois AVN Awards : meilleure direction artistique, meilleure musique et meilleure photographie. En 2003, Pink Prison a gagné le Venus Awards du meilleur film scandinave. HotMen CoolBoyz, lui, a été nommé à 5 GayVN Awards en 2001.
En mars 2006, la pornographie a été légalisée en Norvège, la décision indiquait l’apparition de films de qualités, donnant une appréciation positive à Constance  et Pink Prison.

## Restructuration
Début 2001 Peter Aalbæk Jensen, le PDG de Zentropa annonce son intention de stopper l’expérience Puzzy Power, l’équilibre des finances n’étant pas atteint. Constance et Pink Prison sont cependant restés dans les circuits de diffusions internationaux, HotMen CoolBoyz ayant été par la suite publié en DVD de luxe. Puzzy Power ne produit donc plus de nouveaux films mais continue d’administrer la distribution et la diffusion de son catalogue.
Zentropa a essayé de se relancer dans la production de nouveaux films pornographiques via une nouvelle filiale, Innocent Pictures. Les deux premières productions ont été un DVD éducatif, Femi-X and Beyond, réalisé en 2004 par Nicolas Barbano avec Joan Ørting, et All About Anna, réalisé en 2005 par Jessica Nilsson avec Gry Bay et Mark Stevens. En dépit de difficultés de production, All About Anna a été un aussi grand succès que Constance et Pink Prison.
L’histoire complète de Puzzy Power et d’Innocent Pictures est racontée par Thomas Vilhelm dans Filmbyen.